# Sebastian Ingrosso
Sebastian Carmine Ingrosso (Nacka, 20 april 1983) is een Zweedse dj en muziekproducent van Italiaanse afkomst. Hij is onderdeel van de dj-driemansgroep Swedish House Mafia en vormt daarnaast met Axwell het duo Axwell Λ Ingrosso.

## Achtergrond
Ingrosso werd geboren in 1983 en groeide op in Grahamstown, Zuid-Afrika. Hij werkt zeer regelmatig samen met een vriend uit zijn kindertijd, Steve Angello. Ze vormden samen met Axwell een groep van dj's. Fans noemden hen op dancefora Swedish House Mafia, de artiesten zelf maakten deze naam later officieel.
Ingrosso produceert voornamelijk house en progressive house onder zijn eigen label Refune en verschillende andere labels. Hij stond enkele jaren op rij genoteerd in de DJ Mag's Top 100 DJ-lijst. In 2009 was hij in die lijst de hoogste nieuwe binnenkomer.
Hij remixte muziek van onder anderen Justin Timberlake, Moby, Röyksopp, Hard-Fi en Deep Dish.

## Discografie

### Albums
| Album met eventuele hitnotering(en) in de Nederlandse Album Top 100 | Datum van verschijnen | Datum van binnenkomst | Hoogste positie | Aantal weken | Opmerkingen                    |
| ------------------------------------------------------------------- | --------------------- | --------------------- | --------------- | ------------ | ------------------------------ |
| More than you know                                                  | 2017                  | 20-01-2018            | 90              | 5            | als deel van Axwell Λ Ingrosso |

| Album met hitnotering(en) in de Vlaamse Ultratop 200 albums | Datum van verschijnen | Datum van binnenkomst | Hoogste positie | Aantal weken | Opmerkingen                    |
| ----------------------------------------------------------- | --------------------- | --------------------- | --------------- | ------------ | ------------------------------ |
| More than you know                                          | 2017                  | 14-07-2018            | 111             | 8            | als deel van Axwell Λ Ingrosso |

### Singles
| Single met eventuele hitnotering(en) in de Nederlandse Top 40 | Datum van verschijnen | Datum van binnenkomst | Hoogste positie | Aantal weken | Opmerkingen                                                                      |
| ------------------------------------------------------------- | --------------------- | --------------------- | --------------- | ------------ | -------------------------------------------------------------------------------- |
| Get dumb                                                      | 2007                  | -                     |                 |              | met Axwell, Angello & Laidback Luke / Nr. 45 in de Single Top 100                |
| Umbrella                                                      | 2007                  | -                     |                 |              | met Steve Angello / Nr. 67 in de Single Top 100                                  |
| It's true                                                     | 21-04-2008            | 05-04-2008            | tip14           | -            | met Axwell & Salem Al Fakir / Nr. 64 in de Single Top 100                        |
| Everytime we touch                                            | 2009                  | 31-01-2009            | 19              | 6            | met David Guetta, Chris Willis & Steve Angello / Nr. 46 in de Single Top 100     |
| Leave the world behind                                        | 01-04-2009            | -                     |                 |              | met Axwell, Angello, Laidback Luke & Deborah Cox / Nr. 75 in de Single Top 100   |
| Kidsos                                                        | 2009                  | -                     |                 |              | Nr. 98 in de Single Top 100                                                      |
| Calling                                                       | 29-02-2012            | 17-03-2012            | 38              | 2            | met Alesso & Ryan Tedder / Nr. 58 in de Single Top 100                           |
| Reload                                                        | 2013                  | 18-05-2013            | tip2            | -            | met Tommy Trash & John Martin / Nr. 66 in de Single Top 100                      |
| Something new                                                 | 2014                  | 20-12-2014            | tip2            | -            | als deel van Axwell Λ Ingrosso                                                   |
| On my way                                                     | 2015                  | 02-05-2015            | 34              | 3            | als deel van Axwell Λ Ingrosso / Nr. 82 in de Single Top 100                     |
| Sun is shining                                                | 2015                  | 08-08-2015            | 6               | 20           | als deel van Axwell Λ Ingrosso / Nr. 8 in de Single Top 100                      |
| I love you                                                    | 2016                  | 18-03-2017            | 30              | 10           | als deel van Axwell Λ Ingrosso, met Kid Ink / Nr. 56 in de Single Top 100        |
| More than you know                                            | 2017                  | 10-06-2017            | 3               | 25           | als deel van Axwell Λ Ingrosso / Nr. 14 in de Single Top 100                     |
| Dreamer                                                       | 2017                  | 06-01-2018            | 12              | 23           | als deel van Axwell Λ Ingrosso, met Trevor Guthrie / Nr. 38 in de Single Top 100 |
| Dancing alone                                                 | 2018                  | 07-07-2018            | tip9            | -            | als deel van Axwell Λ Ingrosso, met Rømans                                       |

| Single met hitnotering(en) in de Vlaamse Ultratop 50 | Datum van verschijnen | Datum van binnenkomst | Hoogste positie | Aantal weken | Opmerkingen                                        |
| ---------------------------------------------------- | --------------------- | --------------------- | --------------- | ------------ | -------------------------------------------------- |
| Everytime we touch                                   | 2008                  | 03-01-2009            | tip12           | -            | met David Guetta, Chris Willis & Steve Angello     |
| Leave the world behind                               | 2009                  | 01-08-2009            | tip14           | -            | met Axwell, Angello, Laidback Luke & Deborah Cox   |
| Calling                                              | 2012                  | 24-03-2012            | tip52           | -            | met Alesso & Ryan Tedder                           |
| Roar                                                 | 2013                  | 15-06-2013            | tip64           | -            | met Axwell                                         |
| Reload                                               | 2012                  | 10-08-2013            | 48              | 1            | met Tommy Trash                                    |
| Something new                                        | 2014                  | 13-12-2014            | tip13           | -            | als deel van Axwell Λ Ingrosso                     |
| On my way                                            | 2015                  | 28-03-2015            | tip78           | -            | als deel van Axwell Λ Ingrosso                     |
| Sun is shining                                       | 2015                  | 01-08-2015            | 8               | 18           | als deel van Axwell Λ Ingrosso                     |
| This time                                            | 2015                  | 21-11-2015            | tip26           | -            | als deel van Axwell Λ Ingrosso                     |
| Dream bigger                                         | 2016                  | 21-05-2016            | tip             | -            | als deel van Axwell Λ Ingrosso                     |
| Dark river                                           | 2016                  | 28-05-2016            | tip             | -            |                                                    |
| Thinking about you                                   | 2016                  | 18-06-2016            | tip             | -            | als deel van Axwell Λ Ingrosso                     |
| I love you                                           | 2016                  | 18-02-2017            | tip30           | -            | als deel van Axwell Λ Ingrosso, met Kid Ink        |
| Ride it                                              | 2017                  | 20-05-2017            | tip             | -            | met Salvatore Ganacci & Bunji Garlin               |
| Renegade                                             | 2017                  | 27-05-2017            | tip             | -            | als deel van Axwell Λ Ingrosso                     |
| More than you know                                   | 2017                  | 08-07-2017            | 4               | 24           | als deel van Axwell Λ Ingrosso                     |
| Dreamer                                              | 2017                  | 16-12-2017            | tip2            | -            | als deel van Axwell Λ Ingrosso, met Trevor Guthrie |
| Dancing alone                                        | 2018                  | 07-07-2018            | tip41           | -            | als deel van Axwell Λ Ingrosso, met Rømans         |

### Ep's
- Stockholm disco (2004)
- Mode machine (2004)
- Hook da mode (2004)

### Remixes
- Robyn - Keep this fire burning (Ingrosso & Fader Remix) (2002)
- Sheridan - Wants vs. needs (Ingrosso Remix) (2002)
- StoneBridge - Put 'em high (Steve Angello & Sebastian Ingrosso Remix) (2003)
- Arcade Mode - Your love (Angello & Ingrosso Remix) (2003)
- DJ Flex & Sandy W - Love for you (Angello & Ingrosso Remix) (2004)
- Eric Prydz - Call on me (Angello & Ingrosso Remix) (2004)
- Steve Angello - Acid / Euro (Ingrosso Remix) (2004)
- Dukes Of Sluca - Don't stop (Ingrosso Remix) (2004)
- Röyksopp - 49 percent (Angello & Ingrosso Remix) (2005)
- Deep Dish - Say hello (Angello & Ingrosso Remix) (2005)
- Ernesto vs. Bastian - Dark side of the moon (Axwell & Sebastian Ingrosso Remix) (2005)
- Tony Senghore - Peace (Sebastian Ingrosso Remix) (2005)
- Moby - Dream about me (Sebastian Ingrosso Remix) (2005)
- Joachim Garraud - Rock the choice (Sebastian Ingrosso Remix) (2005)
- The Modern - Industry (Sebastian Ingrosso Remix) (2005)
- Full Blown - Some kinda freak (Sebastian Ingrosso Remix) (2005)
- Naughty Queen - Famous & rich (Angello & Ingrosso Remix) (2005)
- Robbie Rivera & StoneBridge - One eye shut (Steve Angello & Sebastian Ingrosso Remix) (2005)
- Steve Lawler - That sound (Angello & Ingrosso Remix) (2005)
- In-N-Out - EQ-lizer (Angello & Ingrosso Remix) (2005)
- Julien Jabre - Swimming places (Sebastian Ingrosso Re-edit) (2006)
- Eric Prydz vs. Floyd - Proper education (Sebastian Ingrosso Remix) (2006)
- Justin Timberlake - My love (Angello & Ingrosso Remix) (2006)
- Ultra DJ's - Me & U (Steve Angello & Sebastian Ingrosso Edit) (2006)
- Hard-Fi - Suburban knights (Angello & Ingrosso Remix) (2007)
- Robbie Rivera - One eye shut (Angello & Ingrosso Remix) (2007)
- Felix da Housecat feat. P. Diddy - Jack U (Angello & Ingrosso Remix) (2008)
- Mohombi - Bumpy ride (Sebastian Ingrosso Remix) (2010)
- Miike Snow - Silvia (Sebastian Ingrosso & Dirty South Remix) (2010)
- Chris Brown feat. Benny Benassi - Beautiful people (Sebastian Ingrosso Edit) (2011)
- Salvatore Ganacci feat. Enya & Alex Aris - Dive (Sebastian Ingrosso & Salvatore Remix) (2016)